# 《机动战士高达 THE ORIGIN》剧集列表
《機動戰士GUNDAM THE ORIGIN》是由日升动画制作的OVA系列动画的改编自安彦良和同名漫画。该作聚焦于机动战士GUNDAM系列中宇宙世纪世界观下的主人公之一卡斯巴尔·雷姆·戴肯（即夏亚·阿兹纳布尔）与其妹妹阿尔黛西亚（塞拉·玛斯）的故事。该系列动画共分6集制作并在2015年至2018年上映。2019年4月到8月间，这六集OVA被改编为13集电视动画剧集在电视台播出。2024年又被重新剪辑为三部电影在9月中旬到10月依序上映。

## 改编
日升动画于2011年6月宣布启动《机动战士高达 THE ORIGIN》动画改编项目。在作品最终话刊登的杂志号上宣布了动画化消息。之后经历了一段信息空白期，直到2014年3月20日举办的《机动战士高达35周年企划》发布会上公布了概要。同年5月，官方正式宣布安彦良和将担任这一系列OVA动画的总导演，这标志着他时隔约25年重返动画制作一线。此时的消息确认本系列将作为高达系列35周年纪念活动在日本影院进行特别放映，故事主线围绕卡斯巴尔·戴肯与其妹妹阿尔黛西亚展开。首集《机动战士高达 THE ORIGIN I：苍瞳的卡斯巴尔》于2015年2月28日在日本限定影院首映。动画以原作漫画中夏亚与塞拉的少年少女时代至一年战争开战为背景，通称《夏亚·塞拉篇》/《开战篇》（角川Comic Ace版9-12卷），于2015至2016年间分四集公开；2017至2018年间分两集公开《鲁姆篇》（角川Comic Ace版13-14卷）。安彦良和曾表示有意继续改编一年战争剧情，但随着第六集完结，制作组宣布项目终止。

### OVA
剧场版动画《机动战士高达NT》上映时发行的书籍《高达宇宙世纪Memorial》中，将本作与动画版《机动战士高达 雷霆宙域》一同归类为“Another U.C.”（原作漫画则归类为“Another Story”）。原作者安彦良和时隔约25年以总监督身份参与动画制作。安彦表示本作在制作团队支持下首次实现了令其“满意”的动画作品。他坦言此前经手的动画作品均未达到“满意”标准，这正是其离开动画业界的缘由。
MS与舰艇等机械设定及背景大量采用3DCG技术。本作被称为“新世代高达”，富士电视台《闹钟电视》节目曾对导演安彦进行专访。配音阵容除夏亚（变声期后）、基连、阿姆罗、凯、布莱特、哈罗外全部启用新声优。本系列也是自万代终止高达系列的版权后，日升首次在NYAV Post制作英语配音版本。2017至2018年又推出两集OVA《机动战士高达：THE ORIGIN 鲁姆战役篇》。

#### 上映历程
OVA第一集《机动战士高达 THE ORIGIN I：苍瞳的卡斯巴尔》是原作漫画《夏亚·塞拉篇》第一章，2015年2月28日起进行了为期两周的限定活动上映，并同步提供付费点播，同年4月24日发售了BD和DVD。2015年10月31日起再次进行为期两周的限定活动上映及付费点播，BD和DVD于同年11月26日发售。上映期间票房收入达1亿5400万日元。 2015年动画在日本售出152,610份碟片，位列年度DVD/蓝光销量榜第四名。作为《机动战士高达》40周年企划“高达影像新体验TOUR”的一环，OVA第一集和第二集于2020年1月17日起在ULTIRA影院上映。2016年5月21日起进行为期两周的限定活动上映及付费点播，BD和DVD于同年6月10日发售。上映期间票房收入为1亿4200万日元。2016年11月19日起进行为期两周的限定活动上映及付费点播，BD和DVD于同年12月9日发售。上映期间票房收入为1亿4200万日元。2017年9月2日起进行为期四周的限定活动上映，票房收入达2亿7900万日元。2018年5月5日起在全国35家影院进行为期四周的限定上映，并同步提供付费点播，BD和DVD于同年7月13日发售。除日本和中国外，全球观众可通过付费平台DAISUKI同步收看，提供日语与英语配音，以及英语、法语、德语、韩语、繁体与简体中文字幕。

### 电视剧版
2019年4月29日至8月12日期间，该OVA系列以13集电视重编版形式在日本NHK电视台播出。标题为《机动战士高达：THE ORIGIN 前夜 赤色彗星》。主题曲由SUGIZO制作，其乐队月之海演唱了三首片头曲：首支为《宇宙之诗 ~Higher and Higher~》，第二支为《悲壮美》，第三支翻唱自TM NETWORK为1988年《机动战士高达：逆袭的夏亚》创作的片尾曲《BEYOND THE TIME（跨越莫比乌斯宇宙）》。片尾曲则与多位女歌手合作：首支由SUGIZO与Glim Spanky合作翻唱1982年《机动战士高达 III 相逢在宇宙篇》主题曲《邂逅》；第二支由SUGIZO与KOM_I（星期三的康帕内拉）翻唱森口博子为1985年《机动战士Z高达》演绎的第二支片头曲《水之星寄予爱》；第三支为SUGIZO与Miwa创作的新曲《红色光芒》（A Red Ray）；最后一支由SUGIZO与AiNA THE END（BiSH成员）翻唱其与MORRIE共同创作的《光之涯》。该电视重编版英语配音版本于2019年7月7日至10月6日在美国Adult Swim频道的Toonami节目播出。

### 电影版
全3章重新剪辑的电影版将于2024年9月13日起在新宿皮卡迪利等影院依次上映，其中新宿皮卡迪利的排期为：9月13日起第一部、9月27日起第二部、10月11日起第三部。这一版仅是进行剪辑，并未新增画面等额外内容。因各种原因，上映影院从原定的全国20家变更为10家。

## 剧集列表

### 机动战士高达 THE ORIGIN
| 序号 | 标题                                         | 发布日期                                              |
| --- | -------------------------------------------- | ----------------------------------------------------- |
| 1 | 机动战士高达 THE ORIGIN I：苍瞳的卡斯巴尔    | 2015年2月28日（影院上映） 2015年4月24日（光碟发售）   |
| U.C.0068年 - 吉翁·兹姆·戴肯在宣布自治共和国蒙佐脱离地球联邦独立的演讲时突发心脏病猝死，引发殖民卫星大规模反联邦暴动。其副手德金·索多·扎比趁机掌权。混乱中，戴肯的子女[[夏亚·阿兹纳布尔\|卡斯巴尔]]与阿尔黛西亚携带宠物猫路西法，在父亲旧友金巴·拉尔协助下，偷乘前往地球的货运船逃离扎比政权。 第1集主题曲为Yu-yu演唱的《星尘的砂时计》（星屑の砂時計）由服部隆之作曲。 |                                              |                                                       |
| 2 | 机动战士高达 THE ORIGIN II：悲哀的阿尔黛西亚 | 2015年10月31日（影院上映） 2015年11月26日（光碟发售） |
| 卡斯巴尔、阿尔黛西亚与金巴逃亡至地球三年后，在戴肯家族世交——西班牙安达卢西亚贵族唐·迪亚波洛·马斯的城堡避难。提波洛收养这对兄妹，分别将其更名为爱德华与塞拉。当金巴遭基西莉亚·扎比雇佣的佣兵暗杀后，与提波洛交好的八洲集团将负伤的提波洛与孩子们转移至SIDE5“鲁姆”的德克萨斯殖民卫星。兄妹在此邂逅与爱德华容貌酷似的夏亚·阿兹纳布尔。噩耗再度降临——生母阿斯特莱雅去世，宠物猫路西法亦相继死去。爱德华告别塞拉后进入“鲁姆”军官学校，与此同时多兹鲁·扎比邀请兰巴·拉尔参与将彻底改变吉翁军力的绝密开发计划。 第2集主题曲为石田匠演唱的《风啊 0074》（風よ 0074）由服部隆之作曲。 |                                              |                                                       |
| 3 | 机动战士高达 THE ORIGIN III：破晓起义        | 2016年5月21日（影院上映） 2016年6月10日（光碟发售）   |
| 因夏亚行李箱内的古董枪引发太空港安检事件，爱德华与其互换衣物，导致夏亚登上了爱德华的航班——该航班随后遭吉翁部队蓄意破坏。爱德华以挚友生命为代价伪造死亡，顶替夏亚身份进入吉翁军校。受训期间，“夏亚”与年轻的卡尔玛·扎比建立友谊。两年后，一艘联邦飞船违抗吉翁航管指令，意外撞毁农业区块，激起义勇殖民卫星居民公开叛乱。“夏亚”趁机说服卡尔玛率领同期学员夜袭当地联邦驻军，大获全胜迫其投降。与此同时，基连·扎比因进展停滞下令终止MS开发计划，却被托列诺夫·Y·米诺夫斯基教授以技术突破为由说服重启。另一边，少年阿姆罗·雷随父亲抵达SIDE7。 第3集主题曲为柴咲幸演唱的《永远的阿斯特蕾娅》（） |                                              |                                                       |
| 4 | 机动战士高达 THE ORIGIN IV：命运的前夜       | 2016年11月19日（影院上映） 2016年12月9日（光碟发售）  |
| “黎明起义”成功后，德金与雷比尔中将谈判达成联邦军全面撤出SIDE3的协议，以防类似事件重演。多兹鲁因疏于照看卡尔玛遭德金训斥，遂将鼓动卡尔玛发起叛乱的“夏亚”调往地球；作为交换条件，夏亚要求归队后担任机动战士驾驶员。在玛瑙斯市，夏亚受聘为贾布罗的机动工兵驾驶员，期间解救遭人贩控制的少女拉拉·辛。与此同时，提姆·雷获悉吉翁MS计划进展与米诺夫斯基教授突然叛逃联邦的消息。然而教授在前往冯·布朗途中，遭遇兰巴·拉尔机动小队与联邦新型RCX-76钢加农部队的激战而丧生。事件后，提姆向阿纳海姆电子提出RX-78计划作为对抗吉翁机动战士的更优方案。U.C.0078年10月24日，吉翁共和国改制公国宣布独立，联邦则将总部迁至贾布罗。SIDE7的少年阿姆罗发现父亲的研究项目并开始自学。U.C.0079年1月3日，吉翁公国向联邦宣战，一年战争爆发。 第4集主题曲为森口博子演唱的《宇宙的彼方》（宇宙の彼方で）                                                         |                                              |                                                       |
| 5 | 机动战士高达 THE ORIGIN V：激战 鲁姆会战     | 2017年9月2日（影院上映） 2017年11月10日（光碟发售）   |
| U.C.0079年1月3日，吉翁公国向地球联邦宣战，血洗SIDE2“哈特”反吉翁政府。同时，基西莉亚率领的机动战士突击队攻占月球都市格拉纳达与冯·布朗。一周后，吉翁对伊菲修岛殖民卫星实施毒气攻击，并将其推向联邦总部贾布罗。1月16日，殖民卫星突入大气层时分裂为三部分，摧毁澳大利亚东南部、加拿大西南部及东亚大部，导致全球半数人口灭绝。数日后，在SIDE5“鲁姆”的米兰达殖民卫星，塞拉从吉翁间谍塔契·奥哈拉处得知卡斯巴尔仍存活。当“德克萨斯”殖民卫星遭反吉翁武装袭击时，塞拉组织幸存村民固守马斯宅邸，迪亚波洛在围困中身亡。危机以吉翁摧毁米兰达港口区告终，塞拉远远望见夏亚驾驶的红色扎古Ⅱ。两军海战期间，夏亚突破扎古Ⅱ极限性能击溃联邦舰队，由此获得“红色彗星”的称号。 第5集主题曲为AYA演唱的《I Can't Do Anything -宇宙啊-》（I CAN'T DO ANYTHING -宇宙よ-）由服部隆之作曲。                                                                                      |                                              |                                                       |
| 6 | 机动战士高达 THE ORIGIN VI：红色彗星的诞生   | 2018年5月5日（影院上映） 2018年7月13日（光碟发售）    |
| U.C.0079年1月23日，地球联邦与吉翁军在“鲁姆”爆发激烈海战。多兹勒将舰队调离主战场以围剿雷比尔舰队。夏亚抢在多兹勒舰队抵达前独自突袭雷比尔舰队，重创联邦军。“黑色三连星”围攻旗舰“阿南肯”号并俘虏雷比尔中将。次日吉翁民众欢庆胜利时，德金与基连产生政见分歧。随着吉翁军肃清“鲁姆”残敌，基西莉亚任命马·克贝中将统领地球侵攻军，卡尔玛担任其副手。同时多兹勒指派夏亚调查联邦代号“V作战”的新型机动战士计划。基西莉亚安插的间谍伪装成联邦军官将雷比尔从战俘营救出，意图延长战争。SIDE7方面，阿姆罗因高达计划与联邦军官威廉·肯普发生冲突，被警告禁止谈论该项目，其父所有研究资料均遭没收。塞拉则被调往SIDE7继续行医生涯。南极斯科特城，正当双方准备签署停战协议时，雷比尔发表广播演说，宣称吉翁资源枯竭并呼吁联邦继续作战。与此同时，新型飞马级战舰“白色基地”正前往SIDE7接收高达。 第6集主题曲为山崎将义演唱的《破线之泪》（破線の涙）。 |                                              |                                                       |

### 机动战士高达 THE ORIGIN～赤色彗星降临～
| 集數 | 標題                        | 首播日期      |
| ---- | --------------------------- | ------------- |
| 1    | 吉翁之子          | 2019年4月29日 |
| 2    | 母亲的约定        | 2019年5月6日  |
| 3    | 爱德华与塞拉      | 2019年5月13日 |
| 4    | 别了，阿尔黛西亚  | 2019年5月20日 |
| 5    | 夏亚与卡尔玛      | 2019年5月27日 |
| 6    | 卡尔玛崛起        | 2019年6月3日  |
| 7    | 邂逅拉拉          | 2019年6月10日 |
| 8    | 吉翁公国独立      | 2019年6月17日 |
| 9    | 殖民卫星坠落      | 2019年6月24日 |
| 10   | 红色的机动战士    | 2019年7月1日  |
| 11   | 鲁姆会战          | 2019年7月29日 |
| 12   | 红色彗星夏亚      | 2019年8月5日  |
| 13   | 一年战争          | 2019年8月12日 |

### 机动战士GUNDAM THE ORIGIN（电影版）
| 集数   | 中文标题 日文标题       | 首映时间       |
| ------ | ----------------------- | -------------- |
| 第一章 | 夏亚、塞拉篇  | 2024年9月13日  |
| 第二章 | 开战篇        | 2024年9月27日  |
| 第三章 | 鲁姆篇        | 2024年10月11日 |

## 脚注

### 引文
1. ↑  . 動畫新聞網. 2011-06-22  [2011-09-23]. （原始内容存档于2011-09-01）.
2. ↑  . ファミ通.com.   [2014-03-20]. （原始内容存档于2022-05-18） （日语）.
3. ↑  . 朝日新聞デジタル. 2015-02-28  [2015-03-24]. （原始内容存档于2019-05-23）.
4. ↑  . Anime News Network.   [2013-07-03]. （原始内容存档于2013-07-06）.
5. ↑  . Gundamofficial. （原始内容存档于2014-11-11）.
6. ↑  . 株式会社創通、株式会社サンライズ.   [2015-11-02]. （原始内容存档于2021-10-20） （日语）.
7. ↑  . GUNDAM.INFO. 2016-11-19  [2016-11-19]. （原始内容存档于2022-12-05） （日语）.
8. ↑  . Anime News Network. 2017-09-02  [2017-11-23]. （原始内容存档于2025-07-08） （英语）.
9. ↑  Jennifer Sherman. . Anime News Network. 2018-03-28  [2021-10-16]. （原始内容存档于2025-04-21） （英语）.
10. ↑  UCメモリアル 2018，第5頁.
11. 1 2  . 月刊ガンダムエース: 22–23 （日语）.
12. ↑  . 2022 SPRING. 双叶社: 8. 2022年3月17日 （日语）.
13. ↑  . 秋叶原总研 (KAKAKU.COM). 2022-06-03  [2022-11-13]. （原始内容存档于2022年11月13日）.
14. ↑  . TVでた蔵. ワイヤーアクション. 2014-11-21  [2022-11-13]. （原始内容存档于2022-11-13） （日语）.
15. ↑  . Anime News Network. 2014-10-11. （原始内容存档于2014-10-12）.
16. ↑  Komatsu, Mikikazu. . Crunchyroll. 2016-05-23  [2016-10-09]. （原始内容存档于2016-10-09）.
17. ↑  . 機動戦士ガンダム THE ORIGIN公式webサイト.   [2014-11-21]. （原始内容存档于2017-05-17） （日语）.
18. ↑  . 機動戦士ガンダム THE ORIGIN公式webサイト.   [2015-02-28]. （原始内容存档于2020-08-08） （日语）.
19. ↑  . 電影旬報. 2016, (3月下旬号): 70.
20. ↑  . Anime News Network. 2015-12-29  [2016-10-09]. （原始内容存档于2022-09-21） （英语）.
21. ↑  . （原始内容存档于2019-12-21）.2019年11月14日 機動戦士ガンダム40周年プロジェクト
22. 1 2  . 電影旬報. 2017, (3月下旬号): 66.
23. ↑  . 電影旬報. 2018, (3月下旬): 46.
24. ↑  . 機動戦士ガンダム THE ORIGIN 公式サイト. （原始内容存档于2023-01-30） （日语）.
25. ↑  Joseph Luster. . Crunchyroll. 2015-02-05  [2016-10-06]. （原始内容存档于2018-07-18） （英语）.
26. ↑  . Anime News Network. 2015-02-04  [2016-10-09]. （原始内容存档于2025-06-13） （英语）.
27. ↑  Rafael Antonio Pineda. . Anime News Network. 2019-02-22  [2021-10-16]. （原始内容存档于2019-02-23） （英语）.
28. ↑  Pineda, Rafael Antonio. . Anime News Network. 2019-02-22  [2019-02-22]. （原始内容存档于2019-02-23）.
29. 1 2  . 日本公告牌. 2019-04-18  [2019-04-20]. （原始内容存档于2019-04-20） （日语）.
30. 1 2  . barks.jp. 2019-04-15  [2019-04-21]. （原始内容存档于2019-04-17） （日语）.
31. 1 2 3  . barks.jp. 2019-06-25  [2019-06-25]. （原始内容存档于2019-06-26） （日语）.
32. ↑  . barks.jp. 2019-08-13  [2019-08-12]. （原始内容存档于2019-10-21） （日语）.
33. ↑  . Anime News Network.   [2019-05-25]. （原始内容存档于2019-05-25）.
34. 1 2 3  . AV WATCH. 2024年9月2日 （日语）.
35. ↑  . 公式サイト. 2024年10月5日  [2025年7月31日]. （原始内容存档于2014年11月11日） （日语）.
36. ↑  . Gundam-the-origin.net.   [2016-10-06]. （原始内容存档于2025-06-07） （日语）.
37. 1 2 3 4 5 6  . Gundam-the-origin.net.   [2016-10-06]. （原始内容存档于2025-06-07） （日语）.
38. ↑  . Gundam-the-origin.net.   [2016-10-06]. （原始内容存档于2025-06-07） （日语）.
39. ↑  . 動畫新聞網. 2016-01-22  [2016-01-22]. （原始内容存档于2016-01-23）.
40. ↑  . 動畫新聞網. 2016-07-29  [2016-07-29]. （原始内容存档于2016-07-30）.
41. ↑  . Anime News Network. 2017-04-21  [2017-11-23]. （原始内容存档于2025-07-08） （英语）.
42. ↑  . Anime News Network. 2017-10-06  [2017-11-23]. （原始内容存档于2025-07-08） （英语）.